# Leopoldus Primus
Leopoldus Primus — вітрильне судно 17-го століття, ескортний корабель Гамбурзького адміралтейства. Названий на честь імператора Леопольда I Габсбурга.
«Leopoldus Primus» побудований в Гамбурзі між 1667 і 1668 роками. Він став першим ескортним судном Вільного міста Гамбург. Судно супроводжувало 22 торгівельні каравани до Піренейського півострова, 3 до Англії та 9 китобійних до Гренландії. «Leopoldus Primus» кілька разів вів переможних боїв з французькими та турецькими корсарами. У 1686 році брав участь у переможній обороні Гамбурга від данських військ. Через 36 років він був виведений з експлуатації в 1705 році та демонтований.